# Fermi-féle aranyszabály

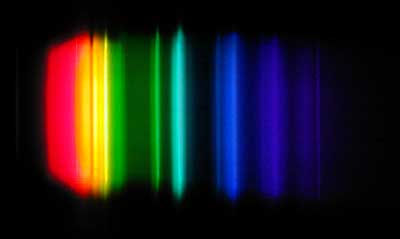
A Fermi-féle aranyszabállyal magyarázható, hogy a gázok színképében vannak erősebb és gyengébb vonalak: ezek különféle valószínűségű elektronszerkezeti átmeneteknek felelnek meg

A  Fermi-féle aranyszabály egy kvantummechanikai összefüggés, mellyel megadható, hogy egy folytonos energiaspektrumú, gyengén perturbált kvantumrendszer energia-sajátállapotai között milyen az átmenetek egységnyi időre vetített valószínűsége. Gyakori alkalmazása például az atomfizikában az elektromágneses sugárzás hatására történő atomi és molekulagerjesztések (és ezzel az atomi színképvonalak) leírása, illetve a magfizikában az atommagok energiaátmeneti valószínűségeinek jellemzése.
Bár a formula Enrico Fermi nevét viseli, mivel azt a fontossága miatt ő nevezte el „2. aranyszabálynak”, de elsősorban Paul Dirac elméleti fizikus eredményének tartják az összefüggés levezetését.

## Az összefüggés
Legyen egy {\textstyle {\hat {\cal {H}}}_{0}} Hamilton-operátorral jellemzett rendszer egy kezdeti sajátállapota {\displaystyle |k\rangle }. A rendszerre hat egy (esetleg időfüggő) {\textstyle {\hat {\cal {{H}'}}}} perturbáció. 
Gyakori példák az alábbiak:
- időfüggetlen perturbáció esetén a rendszer a {\displaystyle |k\rangle } kezdeti sajátállapot sajátenergiájával megegyező energiájó állapotokba kerülhet;
- harmonikus időfüggésű, {\displaystyle \omega } körfrekvenciájú perturbáció a rendszert a {\displaystyle |k\rangle } kezdeti sajátállapot sajátenergiájánál {\displaystyle \hbar \omega } energiával kisebb, vagy nagyobb állapotba juttathatja.

A fentiekre egyaránt érvényes, hogy egy {\displaystyle |k\rangle } kezdeti állapot és sok lehetséges {\displaystyle |v\rangle } végső állapot között megadható átmeneti ráta (időegységnyi valószínűség) gyakorlatilag állandó:
{\displaystyle W_{k\rightarrow v}={\frac {2\pi }{\hbar }}|\langle v|{\hat {\cal {{H}'}}}|k\rangle |^{2}\rho },
ahol {\displaystyle \langle v|{\hat {\cal {{H}'}}}|k\rangle } a {\textstyle {\hat {\cal {{H}'}}}} perturbáció braket-jelöléssel megadott megfelelő mátrixeleme {\displaystyle |k\rangle } kezdeti és {\displaystyle |v\rangle } végállapot között, {\displaystyle \rho } pedig a végállapotok állapotsűrűsége. 

## Alkalmazások

### Elektromágneses atomi gerjesztés
Egy {\displaystyle \omega } körfrekvenciájú periodikus perturbáció esetén az átmeneti ráta a Fermi-féle aranyszabállyal adható meg. A harmonikus időfüggésű perturbációt az alábbiak szerint jellemezhetjük:
{\displaystyle {\hat {V}}(t)=\left(V^{(+)}e^{-i\omega t}+V^{(-)}e^{i\omega t}\right)\theta (t)},
ahol a perturbáció szorzójaként írt {\textstyle \theta (t)} Heaviside-függvény (lépcsőfüggvény) gondoskodik a bekapcsolásról, azaz hogy {\textstyle t=0} időpillanat előtt a rendszer perturbálatlan, majd ezt követően harmonikus perturbáció hatása alatt van. A {\textstyle V^{(+)}} legyen Hermitikus, azaz önadjungált operátor:
{\displaystyle V^{(+)}=\left(V^{(-)}\right)^{+}}.
A fenti perturbáció megfelelhet például egy {\textstyle t=0}-ig sajátállapotban levő, majd {\textstyle t=0} pillanattól kezdve elektromágneses hullámmal gerjesztett rendszernek, amennyiben a hullámhossz lényegesen nagyobb, mint a rendszer mérete. Azaz például leírható vele egy atom és egy elektromágneses hullám kölcsönhatása.
Tekintsük azt az esetet, amikor a {\textstyle t=0} után a periodikus perturbáció „bekapcsolva marad”. Ekkor igen sok idő után az átmeneti ráta állandósul, határértéke pedig:
{\displaystyle W_{n\rightarrow m}=\lim _{t\rightarrow \infty }{\frac {dP_{n\rightarrow m}}{dt}}}.
A {\textstyle P_{n\rightarrow m}} átmeneti valószínűség {\textstyle \Omega _{+}=\omega _{m}-\omega _{n}-\omega } és {\textstyle \Omega _{-}=\omega _{m}-\omega _{n}+\omega } jelölésekkel:
{\displaystyle P_{n\rightarrow m}(t)={\frac {1}{\hbar ^{2}}}\left|\int _{0}^{t}\left[V_{nm}^{(+)}e^{i\Omega _{+}t}+V_{nm}^{(-)}e^{i\Omega _{-}t}\right]dt\right|^{2}}.
Az integrál elvégzése, majd a tagok komplex konjugáltjukkal beszorzása után az átmeneti valószínűség az alábbi alakra hozható:
{\displaystyle P_{n\rightarrow m}^{\pm }(t)={\frac {2\pi t}{\hbar ^{2}}}\left|V_{mn}^{(\pm )}\right|^{2}\cdot \delta (\omega _{m}-\omega _{n}\mp \omega )}.
Ez a függvény időben lineárisan nő. Az átmeneti ráta (időegység alatti valószínűség) ennek idő szerinti deriváltja, azaz időben állandó. A ráta frekvenciák helyett energiákkal is kifejezhető:
{\displaystyle W_{n\rightarrow m}^{\pm }={\frac {2\pi }{\hbar ^{2}}}\left|V_{mn}^{(\pm )}\right|^{2}\cdot \delta (\omega _{m}-\omega _{n}\mp \omega )={\frac {2\pi }{\hbar }}\left|V_{mn}^{(\pm )}\right|^{2}\cdot \delta (\varepsilon _{m}-\varepsilon _{n}\mp \hbar \omega )},
amely a Fermi-féle aranyszabállyal megadott átmeneti ráta az adott gerjesztő perturbáció mellett.
A Dirac-delta függvény formálisan vagy végtelen, vagy nulla, így a fenti összefüggés úgy lesz konzisztens, ha a végállapotoknak olyan az állapotsűrűsége, hogy az integrál elvégezhető legyen. Ennek megfelelően a Fermi-aranyszabály fentiek szerint jellemzően olyan esetben alkalmazható, ha például egy atomi spektrumban megadható egy folytonos állapotsűrűség, és a kibocsátott, vagy elnyelt foton energiája is folytonos lehet.
Ha megadjuk, hogy az atomi spektrumban milyen a végállapotok {\textstyle \rho (\varepsilon )} állapotsűrűsége (azaz az egységnyi {\displaystyle [\varepsilon ;\varepsilon +d\varepsilon ]}energiatartományba eső állapotok száma), akkor a fenti összefüggés az alábbiak szerint írható át:
{\displaystyle W_{n}^{\pm }={\frac {2\pi }{\hbar }}\left|V_{mn}^{(\pm )}\right|^{2}\rho (\varepsilon )}.

### Magfizikai γ-bomlás
A gamma-sugárzáshoz vezető bomlási magreakció elektromágneses természetű. A jelenség teljesebb leírásához relativisztikus kvantum-elektrodinamikai térelméleti leírás szükséges, de bizonyos feltételek mellett félklasszikus leírása is adható a Fermi-féle aranyszabály segítségével. Az elektromágneses teret ekkor klasszikusan értelmezik, a lehetséges végállapotok állapotsűrűségét pedig {\textstyle \rho (k)={\frac {dn}{dE_{k}}}} alakban adják meg. A Fermi-aranyszabály értelmében:
{\displaystyle W_{k\rightarrow v}={\frac {2\pi }{\hbar }}|\langle v|{\hat {\cal {{H}'}}}|k\rangle |^{2}\rho (k)}.
Mivel a kezdeti állapotban még nincs jelen a kibocsátandó foton, csak a gerjesztett mag, ezért a kezdeti állapotfüggvény:
{\displaystyle \psi _{k}=\psi _{a}e^{-i{\frac {E}{\hbar }}t}},
ahol {\textstyle \psi _{a}} a mag állapotfüggvénye. A végállapotot a legerjedő mag és a kibocsátott foton együttese adja, így a végállapot már összetett:
{\displaystyle \psi _{v}=\psi _{b}e^{-i{\frac {E}{\hbar }}t}\cdot {\frac {\varepsilon }{\sqrt {V}}}e^{\pm i(kr-\omega t)}},
ahol {\displaystyle \varepsilon }a foton polarizációs vektora, a fotont pedig elektromágneses síkhullámként értelmezzük. Az átmeneti mátrixelem a fentiekkel az alábbi szerint adható meg:
{\displaystyle M_{vk}=\langle v|{\hat {\cal {{H}'}}}|k\rangle =\int \psi _{b}^{*}e^{-ikr}{\frac {\varepsilon }{\sqrt {V}}}e^{{\frac {i}{\hbar }}(E_{b}\pm \hbar \omega -E_{a})t}{\hat {O}}\psi _{a}d^{3}r},
ahol {\textstyle {\hat {O}}} a kölcsönhatást leíró perturbáció operátora.

## Fordítás
Ez a szócikk részben vagy egészben  a   Fermi's golden rule című angol Wikipédia-szócikk ezen változatának fordításán alapul.  Az eredeti cikk szerkesztőit annak laptörténete sorolja fel. Ez a jelzés csupán a megfogalmazás eredetét és a szerzői jogokat jelzi, nem szolgál a cikkben szereplő információk forrásmegjelöléseként.

### Szakkönyvek
- Charles Kittel: Bevezetés a szilárdtest-fizikába. Budapest: Műszaki Könyvkiadó. 1981.
- Sólyom Jenő: A modern szilárdtest-fizika alapjai II: Fémek, félvezetők, szupravezetők. Budapest: ELTE Eötvös Kiadó. 2010.   1068. o. ISBN 9789633120286

### Tananyagok, ismeretterjesztő weblapok
- Atom- és molekulaszerkezet (PDF). FizWeb TételWiki pp. 4. ELTE, 2009. augusztus 19. (Hozzáférés: 2018. július 6.)
- Kis Dániel Péter: Válogatott fejezetek a magfizikából (egyetemi jegyzet). BME Nukleáris Technikai Intézet, 2011. [2018. július 6-i dátummal az eredetiből archiválva]. (Hozzáférés: 2018. július 6.)
- Transition Probabilities and Fermi's Golden Rule. hyperphysics.phy-astr.gsu.edu. (Hozzáférés: 2018. július 6.)
- Stefan Franzen: Transitions among states - The Fermi Golden Rule. Molecular Spectroscopy Lecture Notes 15, 2010. [2018. július 13-i dátummal az eredetiből archiválva]. (Hozzáférés: 2018. július 6.)